# Condado de Highland (Ohio)
El condado de Highland es uno de los 88 condados del Estado estadounidense de Ohio. La sede del condado y su mayor ciudad es Hillsboro. El condado posee un área de 1.445 km² (los cuales 12 km² están cubiertos por agua), la población de 40.875 habitantes, y la densidad de población es de 29 hab/km² (según censo nacional de 2000). Este condado fue fundado en 1805.